# Lucius Cary, 15. Viscount Falkland
Lucius Edward William Plantagenet Cary, 15. Viscount Falkland (* 8. Mai 1935) ist ein britischer Politiker und Peer.

## Leben und Karriere
Er ist der ältere Sohn des Lucius Cary, 14. Viscount Falkland, aus dessen zweiter Ehe mit Constance Mary Berry. Er besuchte das Wellington College in Berkshire und die Schule der Alliance française in Paris.
Er diente als Second Lieutenant der 8th King’s Royal Irish Hussars in der British Army. Später arbeitete er als Geschäftsführer verschiedener Wirtschaftsunternehmen.
Beim Tod seines Vaters erbte er 1984 dessen Adelstitel als 15. Viscount Falkland und 15. Lord Cary, sowie den damit verbundenen Sitz im House of Lords. Im Parlament schloss er sich der Fraktion der Liberal Democrats an. Als im November 1999 mit Inkrafttreten des House of Lords Act 1999 die Erblichkeit von Parlamentssitzen abgeschafft wurde, gehörte er zu den erblichen Peers, die gewählt wurden, ihren Sitz im House of Lords zu behalten. Falkland verließ 2011 die Liberal Democrats und wechselte zur parteilosen Fraktion der Crossbencher. Er ist ein Verfechter der British Humanist Association. Am 21. März 2023 gab er im Alter von 87 Jahren seinen Parlamentssitz auf und schied aus dem House of Lords aus.

## Ehen und Nachkommen
Er war von 1962 bis 1990 (geschieden) mit Caroline Anne Butler verheiratet, sie haben vier Kinder:
- Hon. Lucius Alexander Plantagenet Cary, Master of Falkland (* 1963), ⚭ 1993 Linda Purl;
- Camilla Anne Cary (* 1965; † 1972);
- Hon. Samantha Camilla Cary (* 1973);
- Hon. Lucinda Mary Cary (* 1974).

1990 heiratete er in zweiter Ehe Nicole Mackey, mit der er ein Kind hat:
- Hon. Charles Byron Milburn Cary (* 1992).